# 돈 홀
돈 홀(영어: Don Hall, 1969년 3월 8일 ~ )은 미국의 애니메이션 영화 감독, 각본가, 성우다. "곰돌이 푸" (2011), "빅 히어로" (2014), "라야와 마지막 드래곤" (2021), "스트레인지 월드" (2022)를 감독하였으며, "모아나" (2016)는 공동 집필하였다.